# Allseitenrad

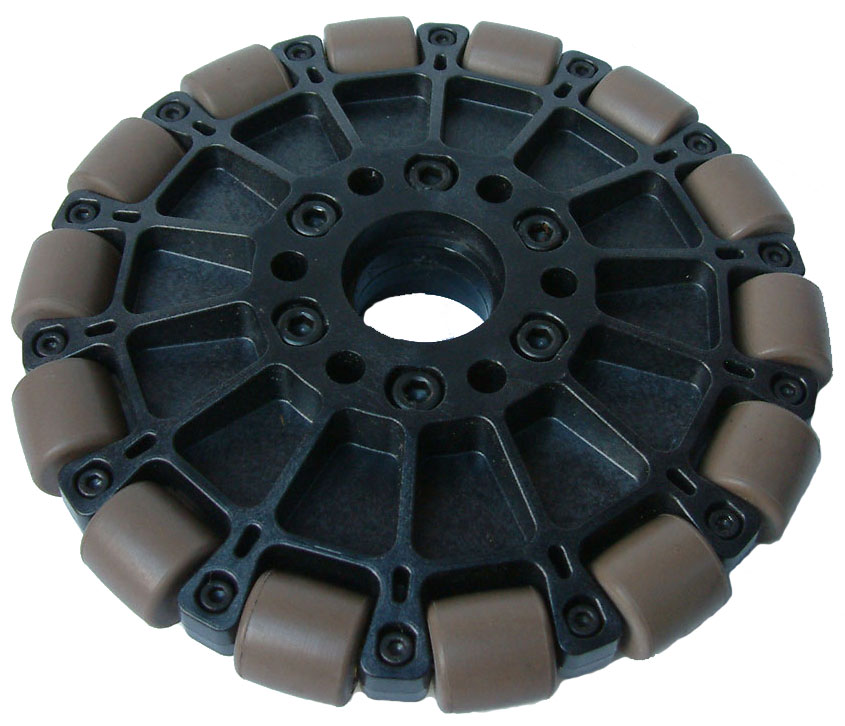
Allseitenrad; Die frei rotierenden Rollen (grau) erlauben dem Rad eine freie Bewegung in Achsrichtung.

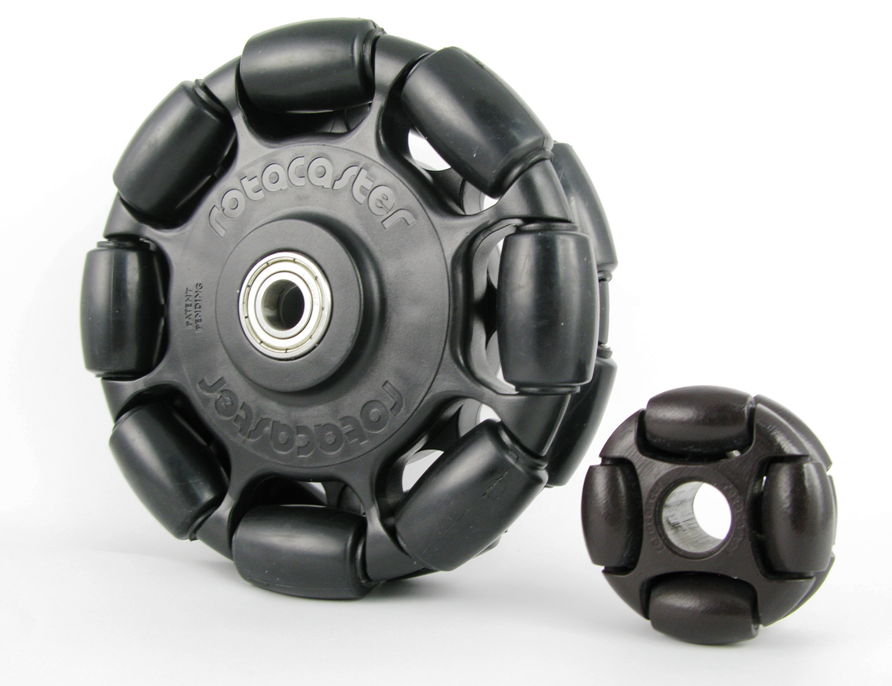
Schwerlast-Allseitenräder. Häufige Variante mit leicht zueinander versetzten tonnenförmigen Rollen.

Bei Allseitenrädern (auch omnidirektionales Rad oder Omniwheel) besteht die Lauffläche des Rades aus Rollen, deren Drehachsen im rechten Winkel zur Drehachse des Hauptrades liegen. Dies erlaubt ein reibungsarmes Verschieben des Rades in axialer Richtung.

## Verwendung
Diese Räder werden zum einen in der mobilen Robotik für omnidirektionale Antriebe verwendet. Diese Roboter haben meist drei angetriebene Allseitenräder, deren Achsen sich im Mittelpunkt des Roboters schneiden. Durch den Antrieb der Räder in verschiedenen Geschwindigkeiten ist der Roboter in der Lage, in jede Richtung zu fahren und jegliche Rotation auszuführen.
Zum anderen werden Allseitenräder in der Fördertechnik verwendet. Ähnlich wie beim Rollenförderer wird hier eine ganze Fläche mit Allseitenrädern bestückt. Auf dieser Fläche lässt sich dann Ware mit geringem Kraftaufwand in jede Richtung verschieben und drehen.
Auch bei einigen Bürostühlen wird diese Technik verwendet.

## Ähnliches
Ähnlich aufgebaut wie das Allseitenrad ist das Mecanum-Rad, bei dem die Rollen in einem Winkel zur Hauptachse angebracht sind (meist 45°). Dadurch kann die Rotation des Rades und die Rotation der Rollen nicht entkoppelt voneinander stattfinden.

## Anwendungsbeispiele

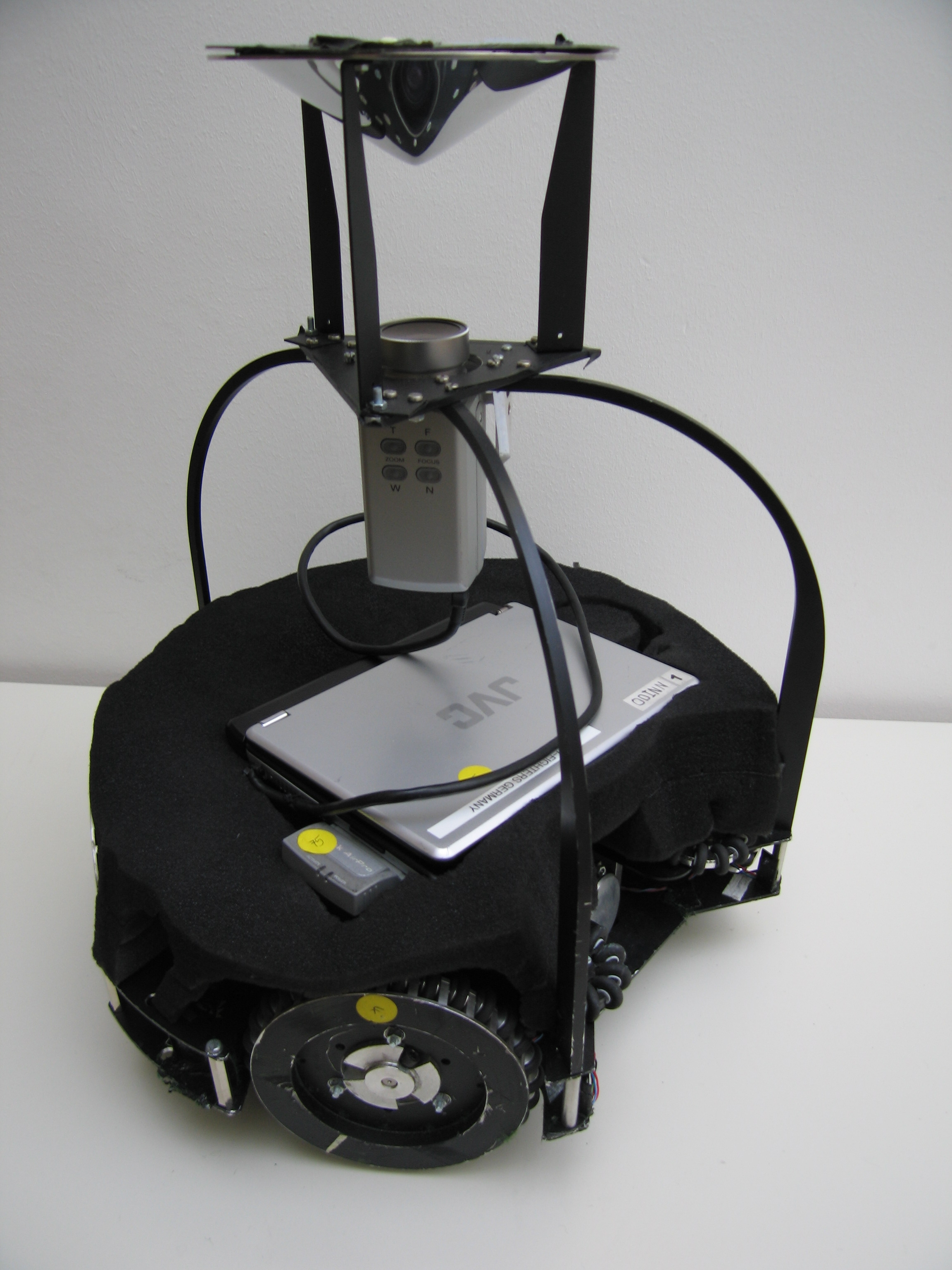
Fußball-Roboter mit omnidirektionalem Antrieb
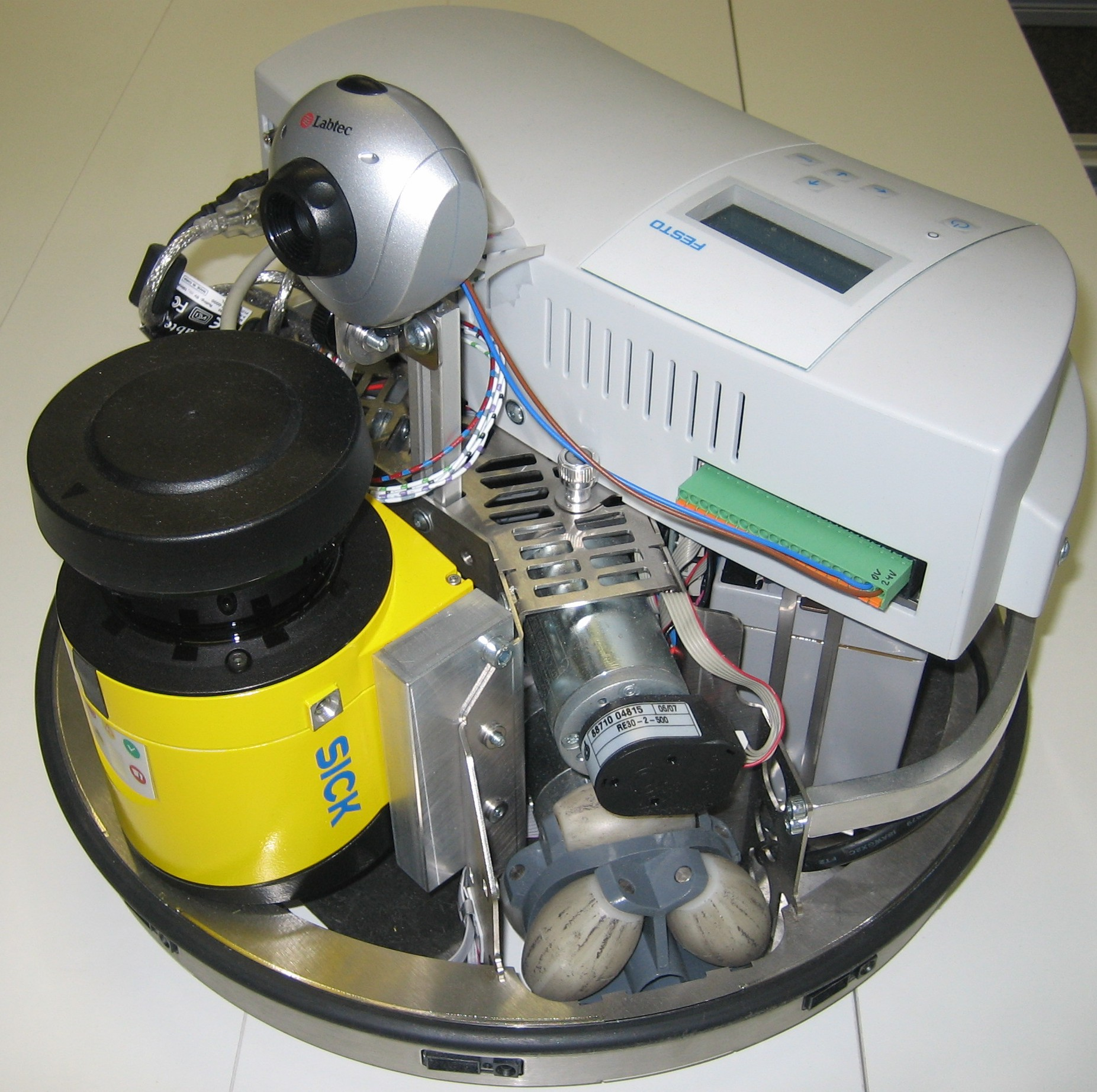
Robotino, ein mobiles Robotersystem für Ausbildung und Forschung
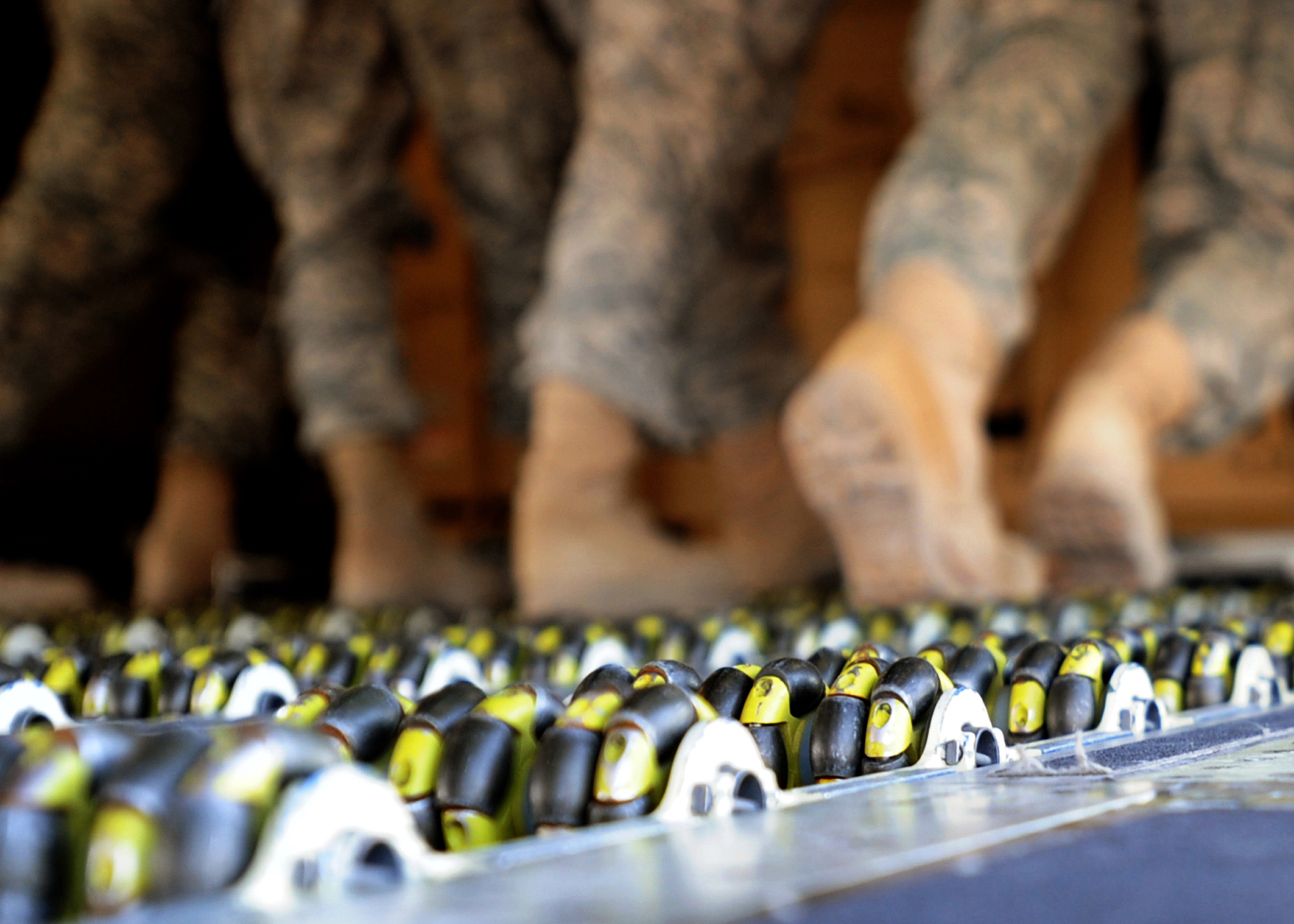
Allseitenräder auf dem Frachtdeck einer Boeing C-17 erlauben das freie positionieren der Ladung